# Ямново (Смоленская область)
Ямново — деревня в Вяземском районе Смоленской области России. Входит в состав Относовского сельского поселения. Население — 12 жителей (2007 год). 
Расположена в восточной части области в 24 км к западу от Вязьмы, в 8 км севернее автодороги М1 «Беларусь», на берегу реки Боровка. В 13 км южнее деревни расположена железнодорожная станция 273-й км на линии Москва — Минск. 

## История
В годы Великой Отечественной войны деревня была оккупирована гитлеровскими войсками в октябре 1941 года, освобождена в марте 1943 года.